# Stones Grow Her Name
Stones Grow Her Name è il settimo album del gruppo musicale finlandese Sonata Arctica, pubblicato nel 2012 dalla Nuclear Blast.
L'album è entrato subito alla prima posizione nelle classifiche musicali finlandesi.

## Tracce
Edizione standard
Testi e musiche di Tony Kakko.
1. Only The Broken Hearts (Make You Beautiful) – 3:24
2. Shitload Of Money – 4:52
3. Losing My Insanity – 4:03 – Originariamente cantata da Ari Koivunen nell'album Fuel for the Fire
4. Somewhere Close To You – 4:14
5. I Have A Right – 4:48
6. Alone In Heaven – 4:32
7. The Day – 4:15
8. Cinderblox – 4:04
9. Don't Be Mean – 3:18
10. Wildfire, Part: II - One with the Mountain – 7:54
11. Wildfire, Part: III - Wildfire Town, Population: 0 – 8:00

Traccia bonus nell'edizione limitata europea e nordamericana
1. Tonight I Dance Alone – 3:27

Traccia bonus nell'edizione giapponese
1. One-Two-Free-Fall – 3:49

## Classifiche
| Classifica (2012) | Posizione massima |
| ----------------- | ----------------- |
| Finlandia         | 1                 |

## Formazione
- Tony Kakko - voce, tastiera
- Elias Viljanen - chitarra
- Tommy Portimo - batteria
- Marko Paasikoski - basso
- Henrik Klingenberg - tastiera